# Vidole capensis
Vidole capensis är en spindelart som först beskrevs av Pocock 1900.  Vidole capensis ingår i släktet Vidole och familjen Phyxelididae. Inga underarter finns listade i Catalogue of Life.